# Comuna Plodorodne, Mîhailivka
Plodorodne (în ucraineană Плодородне) este o comună în raionul Mîhailivka, regiunea Zaporijjea, Ucraina, formată din satele Bratske, Plodorodne (reședința), Pokazne, Radisne și Zrazkove.

## Demografie
Componența lingvistică a comunei Plodorodne
     Rusă (63,5%)
     Ucraineană (35,69%)
     Alte limbi (0,2%)
Conform recensământului din 2001, majoritatea populației comunei Plodorodne era vorbitoare de rusă (63,5%), existând în minoritate și vorbitori de ucraineană (35,69%).